# Oudart de Bersacques
Monseigneur Oudart de Bersaques (Eperlecques, 10 januari 1487 – Brussel, 15 februari 1557) was grootaalmoezenier en vertrouwenspersoon van Keizer Karel.
Oudart de Bersaques was de zoon van Philippe de Bersacques, heer van Welle, kapitein en kasteelheer van Eperlecques, gehuwt met Jacqueline de Wailly, jonkvrouw van Monnecove. Hij studeerde aan de universiteit van Leuven in 1510 en volgde zijn oom Jean de Bersacques op als priester van de parochie Saint-Denis in Saint Omer. Oudart de Bersaques was een tijdlang koorzanger in de keizerlijke kapel van Keizer Karel van 1518 tot 1535 en werd daarna aangesteld tot keizerlijke kapelmeester. 
In 1520 wordt Keizer Karel in Saint Omer benoemd tot Graaf d’Artois. Oudart maakt de plechtige toespraak zo verleidelijk dat hij benoemd wordt tot aalmoezenier. Hij onderneemt talrijke reizen naar Spanje (Zaragoza en Toledo in 1524), naar Italië (Rome in 1541). 
Achtereenvolgens krijgt hij de titel van kanunnik van Kortrijk in 1521, van Saint Omer in 1528, van het slotkapittel Saint Lambert van het prinsbisdom Luik, geestelijk hoofd in Kortrijk en overste van het slotkapittel in Cambrai in 1535. Op 6 juni 1539 wordt hij de vertrouwenspersoon, de biechtvader, de hoofdraadgever en de grootaalmoezenier van de Keizer Karel. Amper een jaar nadien wordt hij overste van de parochie Notre-Dame. Monseigneur Robert de Croy verzaakt aan zijn ambt als bisschop in Cambrai en wordt opgevolgd door Monseigneur Oudart op 18 juni 1540. Mr. Oudart de Besacques was meestal ter zijde van zijn Keizer op het paleis te Brussel. 
Hij overlijdt op 15 februari 1557 in het paleis van Coudenberg (Brussel). Een grafmonument uit albast en marmer werd opgericht in de Koninklijke kerk Sint-Jacob-op-Koudenberg (Coudenberg) waar hij begraven ligt. 
Oudart de Bersaques was een liefhebber en bewonderaar van kunst en muziek. Zijn collectie schilderijen werden door de Duitsers onder het bewind van Filips II van Spanje verloren gegaan en gestolen.
Zijn romaans katholiek misboekje is een uniek kunstwerkje en wordt bewaard in de Nationale Bibliotheek van Frankrijk te Saint Omer. Het is een manuscript van 78 bladzijden op perkament en bevat tien mislezingen: Allerheiligen, drie Kerstlezingen, Drie Koningen, Pasen, Hemelvaart, Pinksteren, Het Heilig Sacrament, Onze Lieve Vrouw Hemelvaart en de feestdag van St. Omer, rijkelijk versierd met miniaturen getekend door Simon Bening.
Bronnen:
- Les Seigneurs de Monnecove et Welle ( Michel Campagne)
- La Cathédrale de Saint Omer, Arras 1997 ( Cathérine Ducrocq)
- De Familie de Bersaques, Geschiedkundige en Oudheidkundige Kring van Kortrijk anno 2001, Nauwelaers, Davidts en Martijn Vandenbrouck
- Naamlijst van de Universiteit van Leuven